# Pește ventuză Candolle
Peștele ventuză Candolle (Lepadogaster candolii) este un pește carnivor marin din familia gobiesocide care trăiește pe fundul stâncos din zona litorală printre alge, la 1-2 m adâncime. Este răspândit pe litoralul african și european al Oceanului Atlantic (de la insulele Canare până la țărmul Angliei), Marea Mediterană, Marea Neagră pe coastele Caucazului, Crimeei, Bulgariei, Turciei. Posibil să existe și pe litoralul românesc al Marii Negre. Este un pește mic, având o lungime de până la 10-12 cm,  de obicei 6-8 cm. Corpul alungit, turtit dorsoventral anterior. Solzii lipsesc. Tegumentul acoperit cu mucus abundent. Capul triunghiular, moderat deprimat. Botul lat, cu vârful rotunjit, sub forma unui cioc de rață. Ochii înconjurați cu un cerc de culoare deschisă, se află în centrul unei coroane mari formată din raze întunecoase. Au 2 perechi de nări tubulare (alungite în formă de tuburi scurte); nara anterioară cu un lob foarte mic pe marginea sa posterioară. O singură înotătoare dorsală, lungă, situată posterior, formată în întregime din radii moi. Înotătoarea anală fără spini, asemănătoare ca mărime, formă și poziția cu înotătoarea dorsală. Înotătoarele dorsală și anală nu sunt unite cu înotătoarea caudală, fiind despărțite net de un spațiu scurt de caudală. Înotătoarea caudală este rotunjită. Înotătoarele pectorale, rotunjite, largi în formă de evantai. Înotătoarele abdominale formează o ventuză ventrală cu 2 discuri adezive. Ventuza ventrală le permite să se mențină pe pietre sau scoici și să reziste acțiunii valurilor în apele marine neritice puțin adânci. Sunt înotători slabi. Masculul are o talie mai mare. Coloritul general al corpului la mascul este roșcat, iar la femelă verzui-gălbui. Corpul cu numeroase pete ovale mici, de culoare deschisă. Pe spate și laturile corpului, șase benzi transversale verzui mai întunecate. Buza superioară vărgată, cu benzi verticale transversale albicioase. La subadulți și femele capul, deasupra, este mai întunecat, cu o dungă inconstantă semilunară albicioasă, reunind ochii; ea este absentă la masculii adulți. Înotătoarele cu pete deschise rotunde. Înotătoarele dorsală și anală cu marginile roșcate. La baza înotătoarei caudală trei puncte sau benzi transversale inconstante care la femelă sunt roșcate, iar la mascul roșii-carmin sau roșii pe un fond mai întunecat. La femelă laturile capului sunt mai întunecate și străbătute de câteva benzi oblice, albicioase, la mascul pe laturile capului și pe înotătoarea anală există benzi oblice roșii-carmin sau pete roșii pe un fond mai întunecat. Se hrănesc cu nevertebrate bentonice: crustacee mici, gasteropode și moluște bivalve. Icrele sunt depuse în mai-iunie sub pietre sau scoici, în formă de strat unic. Mai multe femele pot depune icrele pe teritoriul unui mascul. Ponta este păzită de mascul. Icrele, sunt mici și au diametrul mare de 1,2 mm și un colorit auriu. Larve eclozează după 2 săptămâni,  ele sunt planctonice și se hrănesc cu zooplancton. Peștele ventuză Candolle nu prezintă importanță din punct de vedere economic. A fost numit în 1810 de Risso în onoarea botanistului elvețian Augustin Pyrame de Candolle (1778 –1841).